# Wake the Dead
Wake the Dead ist eine 2009 gegründete Melodic-Hardcore-Band aus Marseille, Frankreich.

## Geschichte
Die Gruppe brachte am 22. Februar 2011 ihr Debütalbum The Things We Can't Forget über dem Label Bad Mood Records aus der Schweiz heraus. Im September 2012 spielte die Gruppe eine Tour durch Südostasien. Diese Konzertreise führte durch Singapur und Thailand (jeweils ein Auftritt), Indonesien (vier Konzerte) und Malaysia (sechs Auftritte). Bereits kurz vor der Tour erschien die EP Meaningless Expactations als Vinyl-Schallplatte und Kassette.
Zuvor spielte die Gruppe im Februar eine Europa-Tour, die durch die Niederlande, Deutschland, Tschechien und die Schweiz führte. Die Konzertreise trug den Namen „Bathed In Shadows Tour“. Bereits 2011 tourten Wake the Dead durch Europa.
Wake the Dead spielten bereits als Support für Karma to Burn, A Wilhelm Scream, No Use for a Name, No Turning Back und Street Dogs.
Im Jahr 2016 erschien in Zusammenarbeit mit Demons Run Amok das zweite Studioalbum Under the Mask in Europa. Das Album erschien fünf Jahre nach ihrem Debütalbum.

## Diskografie

### EPs
- 2012: Meaningless Expactations

### Alben
- 2011: The Things We Can't Forget (Bad Mood Records)
- 2016: Under the Mask (Demons Run Amok, Soulfood)